# (5235) Jean-Loup
(5235) Jean-Loup es un asteroide perteneciente al cinturón de asteroides, descubierto el 16 de septiembre de 1990 por Henry E. Holt desde el Observatorio del Monte Palomar, Estados Unidos.

## Designación y nombre
Designado provisionalmente como 1990 SA1. Fue nombrado Jean-Loup en honor a al científico planetario francés Jean-Loup Bertaux, ejerció de jefe del Departamento de Estudios del Sistema Solar en el Service d'Aéronomie del Centre National de Recherche Spatiale. Fue el primero en mapear una nube de hidrógeno alrededor de un cometa, y en el año 1975 descubrió el viento interestelar en el sistema solar.

## Características orbitales
Jean-Loup está situado a una distancia media del Sol de 2,296 ua, pudiendo alejarse hasta 2,623 ua y acercarse hasta 1,970 ua. Su excentricidad es 0,142 y la inclinación orbital 4,854 grados. Emplea 1271,38 días en completar una órbita alrededor del Sol.

## Características físicas
La magnitud absoluta de Jean-Loup es 12,8. Tiene 7 km de diámetro y su albedo se estima en 0,36.